# Saint-Sernin-lès-Lavaur
Saint-Sernin-lès-Lavaur är en kommun i departementet Tarn i regionen Occitanien i södra Frankrike. Kommunen ligger i kantonen Puylaurens som tillhör arrondissementet Castres. År 2022 hade Saint-Sernin-lès-Lavaur 166 invånare.

## Befolkningsutveckling
Antalet invånare i kommunen Saint-Sernin-lès-Lavaur
| Referens: INSEE |